# Région de Gympie
La région de Gympie (en anglais : Gympie Region) est une zone d'administration locale située dans le Queensland en Australie, dont le siège est Gympie.

## Géographie
La zone s'étend sur 6 898 km2 dans la région de Wide Bay-Burnett, au sud-est du Queensland. Elle est située à environ 170 km au nord de Brisbane et s'ouvre au nord-est sur la mer de Corail.
Elle comprend la ville de Gympie, ainsi que les localités d'Amamoor, Brooloo, Curra, Glastonbury, Goomeri, Gunalda, Imbil, Kandanga, Kilkivan, Manumbar, Rainbow Beach, Theebine, Tin Can Bay, Widgee et Woolooga.

## Histoire
La région est créée le 15 mars 2008 par la fusion des comtés de Cooloola et de Kilkivan et de trois divisions du comté de Tiaro.

## Démographie
| 2011   | 2016   | 2021   |
| ------ | ------ | ------ |
| 45 749 | 49 959 | 53 242 |

## Politique et administration
Le conseil comprend le maire et huit autres membres, élus pour un mandat de quatre ans. Les dernières élections ont eu lieu le 28 mars 2020.

### Liste des maires
| Période | Période  | Identité     | Étiquette | Qualité |
| ------- | -------- | ------------ | --------- | ------- |
| 2008    | 2014     | Ron Dyne     |           |         |
| 2015    | 2020     | Mick Curran  |           |         |
| 2020    | en cours | Glen Hartwig |           |         |

La zone est rattachée à la circonscription de Wide Bay pour les élections fédérales et à celles de Callide, Gympie et Maryborough pour les élections à l'Assemblée législative du Queensland.

## Composition
- Dagun